# Jelena Andrejewna Plozkaja
Jelena Andrejewna Plozkaja (russisch Елена Андреевна Плоцкая, manchmal auch Плотская; * 14. September 1983 in Krasnoturjinsk) ist eine russische Biathletin.
Jelena Plozkaja begann ihre Karriere als Langläuferin. Bei der Junioren-Weltmeisterschaft 2003 in Sollefteå gewann sie die Bronzemedaille über 5 Kilometer in der klassischen Technik und die Goldmedaille mit der russischen Staffel.
Später wechselte sie zum Biathlon und bestritt ihre ersten internationalen Rennen 2008 auf den Strecken von Cesana San Sicario im Biathlon-Europacup. Als 19. eines Sprints und 20. eines Verfolgungsrennens gewann sie sofort Punkte. Erfolgreich nahm sie auch am Rollski-IBU-Sommercup 2009 in Ostrow teil. Im Sprint musste sie sich einzig der Siegerin Marija Kossinowa geschlagen geben und verwies die spätere Mehrfacheuropameisterin Olga Prokopjewa auf den dritten Rang. Das Verfolgungsrennen brachte sie nicht zu Ende, nachdem sie im zweiten Anschlag mit vier Schießfehlern aussichtslos zurückgefallen war.